# Se tu mi vedessi ora
Se tu mi vedessi ora (If You Could See Me Now) è il terzo romanzo di Cecelia Ahern.

## Trama
Il libro narra la storia di Elizabeth Egan, una donna ordinata, anche fin troppo ordinata, e questo suo ordine e precisione le permettono di mantenere il controllo anche sulle sue emozioni. Oltre a lei c'è la sorella, il suo opposto, che le lascia il figlio per andare in giro per il mondo. Elizabeth non si sente di fare da madre e non ha tempo da dedicare al bimbo fino a quando un estraneo si insinua nella sua vita e in quella di Luke (il nipotino) trasformandola totalmente poiché è un uomo che riesce a farla stare bene, a farla ridere... in poche parole è il suo opposto: spontaneo, aperto alle avventure, divertente. Ma c'è qualcosa che non va, per Ivan non è facile innamorarsi di Elizabeth perché non le ha rivelato una cosa che le spezzerebbe il cuore. Che cosa?

## Adattamento cinematografico
Nel 2014 esce, per l'emittente tedesca ZDF, il film Cecelia Ahern - Mein ganzes halbes lieben, in Italia trasmesso come Cecelia Ahern - Il ponte delle speranze  e liberamente ispirato al romanzo.